# Ron Asheton
Ronald Frank Asheton (17. července 1948 – 1. ledna 2009) byl americký rockový kytarista, v časopisu Rolling Stone hodnocený na 29. místě v žebříčku nejlepších kytaristů světa.
Narodil se ve Washingtonu D.C. a v dětství hrál na tahací harmoniku, než v deseti letech věku přesedlal na baskytaru a později na kytaru. Na ní se vyučil opravdovému mistrovství[zdroj⁠?!] a vytvořil si na svoji dobu progresivní zvuk, ve velké míře používal zkreslený zvuk a hlavně kvákadlo, které se stalo jeho poznávacím znamením, čímž se zařazoval po bok např. Jimiho Hendrixe. Je tvůrcem různých slavných kytarových riffů, například v písních „I Wanna Be Your Dog“, „TV Eye“, „Loose“, „No Fun“.
Asheton byl spolu se svým bratrem a bubeníkem Scottem zakladatelem prapunkové kapely The Stooges, dalšími členy byli baskytarista Dave Alexander a zpěvák James Osterberg, známý jako Iggy Pop. Se Stooges nahrál Asheton alba The Stooges (1969), Fun House (1970) a Raw Power (1973), přičemž na tom posledním uvolnil místo kytaristy Jamesi Willimasonovi a sám nahrával baskytaru, protože původní baskytarista Alexander zemřel v roce 1971.
Po rozapdu The Stooges hrál v kapelách jako The New Order, Destroy All Monsters, New Race a Dark Carnival. Po obnově The Stooges v tradičním složení hrál v letech 2007 a až do svém smrti v roce 2009, kdy byl nalezen mrtev ve svém domě.